# Rayssa Leal
Jhulia Rayssa Mendes Leal, meglio nota come Rayssa Leal (Imperatriz, 4 gennaio 2008), è una skater brasiliana.
Ha vinto la medaglia d'argento nello skateboard alle Olimpiadi, trionfando nell'evento Street femminile durante Tokyo 2020, nonché all'età di 13 anni e 203 giorni, una delle più giovani medagliate olimpiche della storia.

## Palmarès
- Giochi olimpici
Tokyo 2020:  Argento nello Skateboard
Parigi 2024:  Bronzo nello Skateboard